# Campaign Cloud
Campaign Cloud es una plataforma personalizable, construida con computación en la nube, que reúne aplicaciones para desarrollar campañas en línea.
La plataforma aúna los programas y aplicaciones de ElectionMall Technologies con la tecnología de Microsoft. El anuncio de su lanzamiento fue hecho en 2010 en el Foro de Democracia Personal por Ravi Singh, Director Ejecutivo de ElectionMall Technologies y Stan Freck, Director en Microsoft de los servicios de Computación en la nube para el sector Público.

## Descripción
La aplicación se divide en dos grandes componentes:
- Campaign Platform. Un conjunto de servicios web seguros y flexibles que pueden ser consumidos para desarrollar aplicaciones que se integren con la plataforma.
- Campaign Cloud. Aplicación Web con interfaz gráfica igual a la de un sistema operativo. Desde esta aplicación, se accede a diversas herramientas de ElectionMall.Com que se han integrado a través del Campaign Platform, así como a herramientas de terceros.

### Características
- Soporte de múltiples campañas por usuario.
- Soporte ilimitado de usuarios por campaña.
- Configuración de aplicaciones e iconos de escritorio por campaña y por usuario.
- Single Sign On (SSO) para todas las aplicaciones de ElectionMall.Com integradas a la plataforma.
- Opciones de personalización del escritorio de acuerdo a datos iniciales proporcionados por el usuario.
- Te da 4 gb de almacenamiento
- Es de pago

### Aplicaciones
Campaign Cloud cuenta con las siguientes aplicaciones: Web Tools, GOTV Manager, Take Action Web Page, Donation Pages, eYardSigns, My eLeader, Online Campaign Store, Donation Pages Affiliate Donor, ElectionEmail, EuropaEmail, MiEmail, Form Generator, Sticky Notes, Timeline, Zone Clock, Countdown.